# Scoresby Point
Der Scoresby Point ist eine Landspitze im Südosten Südgeorgiens. Sie bildet die Südseite der Einfahrt zur Williams Cove im Larsen Harbour.
Wissenschaftler der britischen Discovery Investigations benannten die Landspitze im Zuge von Vermessungsarbeiten im Jahr 1927 vermutlich nach dem Forschungsschiff William Scoresby. Unter diesem Namen erscheint sie erstmals auf einer Seekarte der britischen Admiralität aus dem Jahr 1930.